# Marouane Fellaini
Marouane Fellaini-Bakkioui (phát âm [mɑrwan fɛlajni]; sinh ngày 22 tháng 11 năm 1987), còn được biết đến với tên gọi Marouane Fellaini, là một cựu cầu thủ bóng đá người Bỉ từng chơi ở vị trí tiền vệ.
Sinh ra tại Etterbeek và có cha mẹ là người Maroc, Fellaini từng chơi cho các đội trẻ của Anderlecht, R.A.E.C. Mons, Royal Francs Borains và Charleroi S.C. trước khi gia nhập Standard Liège. Sau khi giành chức vô địch Bỉ và giải thưởng Ebony Shoe trong màu áo Liège, Fellaini chuyển đến Anh và khoác áo câu lạc bộ Everton. Tại Everton, anh được nhận danh hiệu cầu thủ trẻ Everton xuất sắc nhất mùa giải 2008–09 sau khi câu lạc bộ thất bại trong trận chung kết Cúp FA.
Sau 5 năm tại Everton, anh đã chuyển đến khoác áo câu lạc bộ Manchester United với mức phí chuyển nhượng 27,5 triệu £ vào tháng 9 năm 2013. Ngày 3 tháng 11 năm 2023, Marouane Fellaini chính thức giã từ sự nghiệp thi đấu quốc tế sau 17 năm thi đấu chuyên nghiệp.

## Sự nghiệp cầu thủ

### Khởi nghiệp
Ra đời tại Etterbeek, Brussels, Fellaini bắt đầu chơi bóng ở tuổi lên 8 cho câu lạc bộ Anderlecht. Thế nhưng, niềm đam mê đầu tiên của Fellaini lại là trên đường chạy điền kinh, đặc biệt là ở cự ly chạy 10.000 mét. Khi còn là một đứa trẻ, trong khi bạn bè cùng trang lứa đến trường bằng xe buýt hay ô tô, thì Fellaini vẫn thường xuyên chạy bộ tới trường học. Tuy vậy, ông Abdellatif, cha của Fellaini và cũng từng là một cầu thủ bóng đá chuyên nghiệp, chính là người đã hướng dẫn anh đến với trái bóng tròn.
Ở mùa giải đầu tiên tại học viện Anderlecht, anh đã ghi được 26 bàn thắng và ở mùa thứ 2, anh tiếp tục nâng con số này lên 37 bàn. Năm 10 tuổi, anh rời học viện Anderlecht và chuyển sang câu lạc bộ R.A.E.C. Mons do cha anh tìm được việc làm mới tại thành phố Mons. 3 năm sau đó, anh gia nhập R. Francs Borains trước khi rời câu lạc bộ và ký được hợp đồng với Sporting Charleroi. Ở tuổi 17, anh ký hợp đồng lâu dài đầu tiên với câu lạc bộ Standard Liège. Từ năm 2006 đến 2008, anh góp mắt tổng cộng 84 trận đấu và có 11 lần lập công cho đội bóng. Với khả năng đánh đầu cùng nguồn thể lực dồi dào của mình, Fellaini được biết đến như một trong những tiền vệ con thoi xuất sắc tại giải bóng đá Bỉ và nhờ đó giúp anh giành được giải thưởng Ebony Shoe năm 2008, giải thưởng được trao cho cầu thủ gốc Phi xuất sắc nhất mùa giải.

### Everton
Sau khi từ chối đề nghị của Manchester United và những lời mời gọi từ Aston Villa, Real Madrid, Tottenham Hotspur và Bayern Munich, Fellaini đã ký hợp đồng với câu lạc bộ Everton vào tháng 9 năm 2008 với một thỏa thuận 5 năm và mức phí chuyển nhượng 15 triệu £ (mức phí kỉ lục cho một cầu thủ Bỉ và thậm chí là kỉ lục ở Everton vào thời điểm đó). Anh có trân đấu ra mắt đầu tiên cho Everton trong trận thắng 3–2 trên sân khách trước Stoke City vào ngày 14 tháng 9 năm 2008. Anh ghi bàn thắng đầu tiên của mình cho đội vào lưới của Newcastle United trong trận hòa 2–2 trên sân nhà ngày 5 tháng 10 năm 2008. và kết thúc mùa giải với 9 bàn thắng có được. Tuy vậy, cũng chỉ trong 17 trận đấu đầu tiên của mình, anh đã bị phạt thẻ vàng đến 10 lần và chỉ thoát được việc bị treo giò một thời gian dài nhờ gặp mặt một trong những người đứng đầu Hiệp hội trọng tài bóng đá của Anh, Keith Hackett, và hứa sẽ thay đổi cách ứng xử của mình. Giữ đúng lời hứa, 16 trận sau đó Fellaini đã kiềm chế hơn và chỉ phải nhận đúng 3 thẻ vàng, mặc dù vậy, số thẻ vàng mà anh nhận được vẫn nhiều hơn bất cứ cầu thủ nào khác tại Premier League.
Cuối mùa giải 2008–09, Fellaini được nhận danh hiệu cầu thủ trẻ Everton xuất sắc nhất mùa giải.

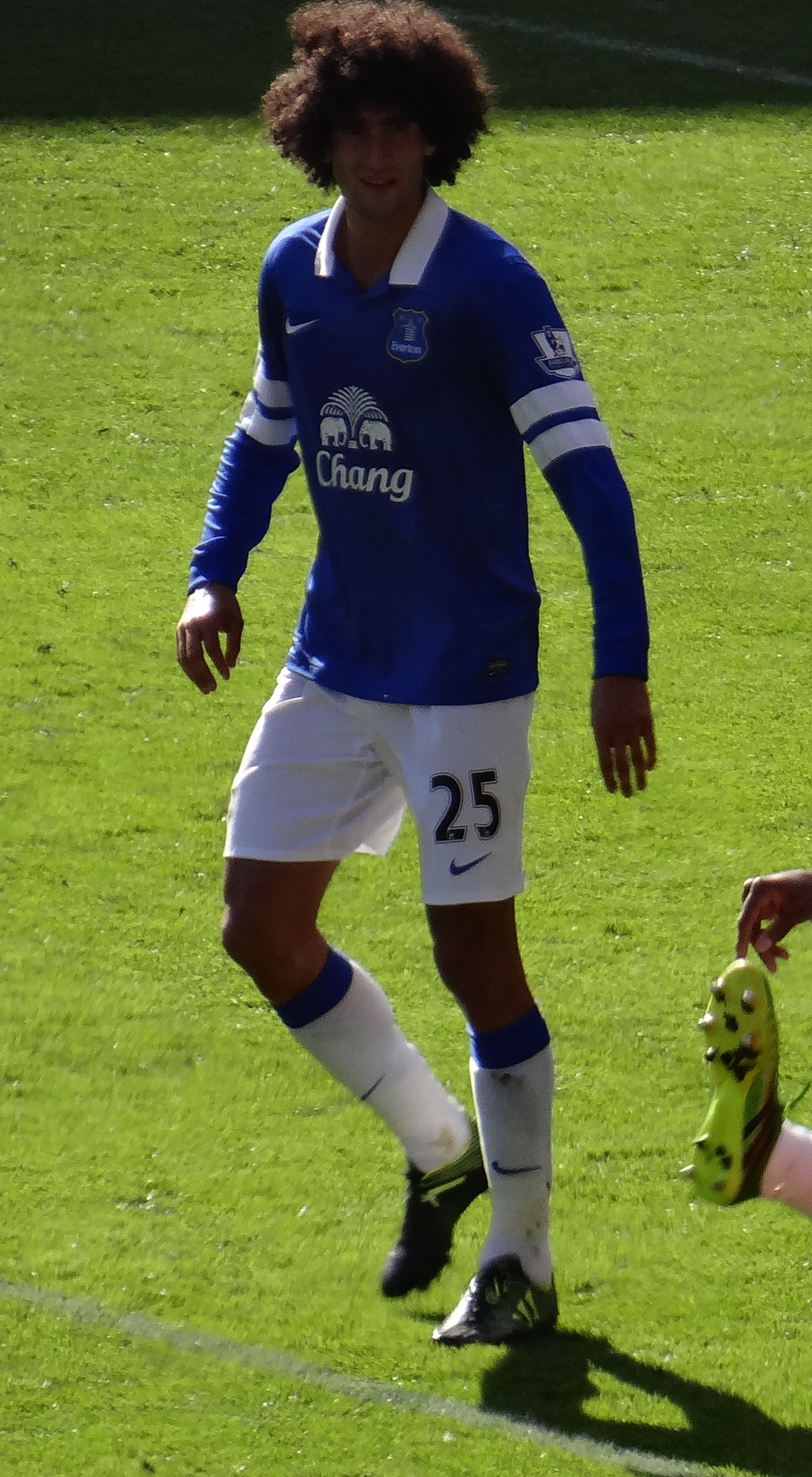
Fellaini trong trận đấu cuối cùng cho Everton gặp Cardiff City ngày 31 tháng 8 năm 2013

Trong quãng thời gian tại Anh, Fellaini nổi tiếng với kiểu tóc có tên là afro (xuất phát từ cụm từ Afro-American), vốn là mốt của những người Mỹ gốc Phi từ những năm 60 của thế kỷ trước. Mái tóc cùng với thể hình to lớn khiến cho Fellaini dễ nhận ra hơn bất kỳ cầu thủ nào trong đội hình của Everton và thậm chí, các cổ động viên còn thường xuyên đội những bộ tóc giả giống anh mỗi khi đến sân. Ở mùa giải 2008-09, Fellaini được sắp xếp chơi ở vị trí tiền đạo lùi và thường đá phía sau Tim Cahill, một tiền vệ khác cũng được bố trí đá tiền đạo, do các tiền đạo của Everton đều gặp chấn thương.. Phong độ của anh vào cuối năm 2009 và đầu năm 2010 khá ấn tượng, ngày 16 tháng 1, Fellaini được bình chọn là cầu thủ xuất sắc nhất trong trận gặp Manchester City. Fellaini bị dính chấn thương ở phút thứ 34 ở trận derby vùng Merseyside ngày 6 tháng 2 sau một cú tắc bóng bằng cả hai chân của Sotirios Kyrgiakos. Chấn thương này đã khiến anh phải ngồi ngoài hết phần còn lại của mùa giải 2009–10 và Sotirios Kyrgiakos cũng bị đuổi khỏi sân sau pha vào bóng thô bạo trên.
Fellaini bị dính chấn thương mắt cá trong trận đấu lại vòng 4 cúp FA gặp Chelsea vào tháng 2 năm 2011. Mặc dù anh tiếp tục thi đấu trong trận thắng 2–0 trước Sunderland một tuần sau đó, chấn thương vẫn khiến anh vắng mặt trong khoảng còn lại của mùa giải 2010–11. Fellaini đã không chơi một trận đấu nào cho đến tháng 8 năm 2011, khi anh được vào sân thay người trong trận thua 1–0 trước Queens Park Rangers trên sân Goodison Park và thi đấu đủ 90 phút trong trận kế tiếp, khi Everton đánh bại Sheffield United 3–1 tại cúp Liên đoàn. Tháng 11 năm 2011, Anh ký một hợp đồng mới có thời hạn 5 năm với câu lạc bộ. Kết thúc mùa giải, anh là cầu thủ có số lần tắc bóng, không chiến thành công và chuyền bóng nhiều hơn bất cứ ai khác ở câu lạc bộ. Anh đứng thứ 2 trong số các cầu thủ tắc bóng nhiều nhất tại giải và đã có 190 lần giành lại được quyền kiểm soát bóng.
Trong trận mở màn mùa giải 2012–13 gặp Manchester United, Fellaini đã nhận được tràng pháo tay tán thưởng cho màn trình diễn xuất sắc của mình, khi anh ghi bàn thắng duy nhất của trận đấu. Anh tiếp tục kéo dài chuỗi phong độ của mình với các bàn thắng vào lưới Arsenal, Manchester City, Sunderland và Fulham. Fellaini sau đó đã được trao giải thưởng cầu thủ Ngoại hạng Anh xuất sắc nhất tháng 11.
Fellaini bị liên đoàn bóng đá Anh treo giò 3 trận vào ngày 17 tháng 12 năm 2012 vì húc thẳng đầu vào cầu thủ Ryan Shawcross trong trận gặp Stoke City, dù rằng anh không bị trọng tài phát hiện khi trận đấu đang diễn ra. Cũng trong tháng này, anh được tờ The Guardian xếp thứ 60 trong danh sách 100 cầu thủ xuất sắc nhất thế giới.

### Manchester United
Ngày 2 tháng 9,2013, Fellaini ký một hợp đồng 5 năm với Manchester United với mức phí 27,5 triệu £ trong ngày cuối cùng của kì chuyển nhượng mùa hè. Tái hợp với huấn luyện viên cũ David Moyes, anh có trận đấu đầu tiên cho câu lạc bộ vào ngày 14 tháng 9, với chiến thắng 2–0 trên sân nhà trước Crystal Palace, khi vào thay Anderson ở phút 62. Ngày 17 tháng 9, anh có trận đầu tiên được góp mặt trong đội hình xuất phát gặp Bayer Leverkusen tại UEFA Champions League, trận đấu kết thúc với chiến thắng 4–2 cho Manchester.
Ngày 5 tháng 11 năm 2013, Fellaini phải nhận chiếc thẻ đỏ đầu tiên kể từ khi đầu quân cho Manchester United trong trận gặp Real Sociedad ở vòng bảng Champions League.
Mùa giải 2014-2015
Fellaini có trận đấu đầu tiên trên sân nhà Old Tràfford khi anh ấn định tỉ số 2-1 cho Man Utd trong trận giao hữu với Valencia.Ngày 20 tháng 10 năm 2014 anh ghi bàn gỡ hòa cho Man United 2 phút sau khi vào sân ở hiệp hai, trận đó Man United hòa West Brom 2 đều. Fellaini tỏa sáng trong trận đấu với Chelsea khi anh là người giữ nhịp độ cho tuyến giữa, làm tắt điện Cés Fàbregas khiến cầu thủ này chỉ có 3 đường chuyền trong hiệp một và một pha đánh đầu ở phút 90+4 nhờ pha đá phạt của Di Maria, chính pha đánh đầu này làm thủ thành Courtois bối rối đẩy bóng ra ngoài và Van Persie sút bồi thành công gỡ hòa 1-1 sau hơn 90 phút thi đấu quyết liệt với Chelsea với phong cách Ferguson (Tấn công đến phút chót). Cũng trong trận đó Fellaini là cầu thủ di chuyển 12,17 km nhiều hơn bất kì đồng đội nào.

## Sự nghiệp quốc tế

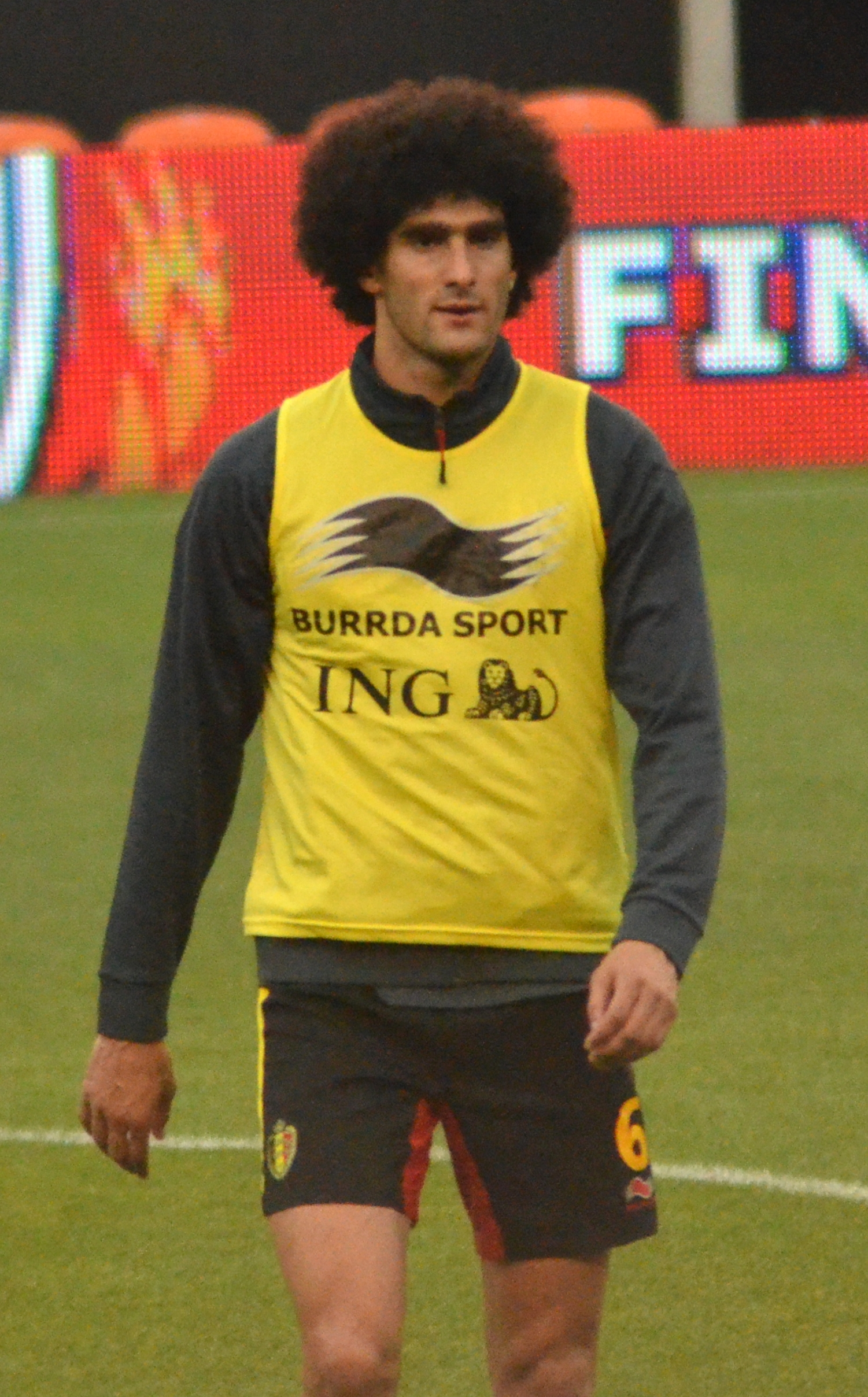
Fellaini trong trận đấu giữa đội tuyển Bỉ và Mỹ ngày 29 tháng 5 năm 2013.

Sinh ra tại Bỉ và có cha mẹ là người Maroc, Fellaini đã quyết định thi đấu cho đội tuyển Bỉ thay vì Maroc. Anh từng được gọi vào đội tuyển U-23 tham dự Olympic 2008 và kết thúc giải đấu ở vị trí thứ 4 sau khi để thua Brasil.
Fellani lần đầu tiên được khoác áo đội tuyển quốc gia vào tháng 2 năm 2007, và bàn thắng đấu tiên của anh cho đội tuyển diễn ra trong trận thua Bồ Đào Nha 2–1 tại vòng loại Euro 2008.
Fellaini đã có 7 lần vào sân thi đấu tại vòng loại World Cup 2014, có 1 lần lập công và cùng đội tuyển Bỉ giành vé tham dự World Cup 2014. Tại giải đấu này, anh không ghi được bàn thắng nào nhưng đã góp công xuất sắc đưa quỷ đỏ vào tứ kết và thua Argentina với tỉ số 0-1.
Tại World Cup 2018, anh chỉ có được một bàn thắng trong trận thắng 3-2 trước Nhật Bản. Chung cuộc Bỉ giành huy chương đồng chung cuộc sau chiến thắng 2-0 trước đội tuyển Anh ở trận tranh 3/4. Sau giải đấu này, Fellaini chính thức chia tay đội tuyển quốc gia sau 11 năm gắn bó, tổng cộng anh đã thi đấu 87 trận và ghi được 18 bàn thắng.

### Bàn thắng quốc tế
Bàn thắng và kết quả của Bỉ được ghi bên trái.
| #  | Thời gian            | Địa điểm                                    | Đối thủ              | Bàn thắng | Kết quả | Giải đấu                 |
| -- | -------------------- | ------------------------------------------- | -------------------- | --------- | ------- | ------------------------ |
| 1  | 2 tháng 6 năm 2007   | Sân vận động Nhà vua Baudouin, Brussels, Bỉ | Bồ Đào Nha           | 1–1       | 1–2     | Vòng loại Euro 2008      |
| 2  | 11 tháng 10 năm 2008 | Sân vận động Nhà vua Baudouin, Brussels, Bỉ | Armenia              | 2–0       | 2–0     | Vòng loại World Cup 2010 |
| 3  | 15 tháng 11 năm 2009 | Jules Ottenstadion, Ghent, Bỉ               | Hungary              | 1–0       | 3–0     | Giao hữu quốc tế         |
| 4  | 12 tháng 10 năm 2010 | Sân vận động Nhà vua Baudouin, Brussels, Bỉ | Áo                   | 2–2       | 4–4     | Vòng loại Euro 2012      |
| 5  | 11 tháng 10 năm 2011 | Esprit Arena, Düsseldorf, Đức               | Đức                  | 1–3       | 1–3     | Vòng loại Euro 2012      |
| 6  | 29 tháng 5 năm 2013  | Sân vận động FirstEnergy, Cleveland, Hoa Kỳ | Hoa Kỳ               | 3–1       | 4–2     | Giao hữu quốc tế         |
| 7  | 7 tháng 6 năm 2013   | Sân vận động Nhà vua Baudouin, Brussels, Bỉ | Serbia               | 2–0       | 2–1     | Vòng loại World Cup 2014 |
| 8  | 5 tháng 3 năm 2014   | Sân vận động Nhà vua Baudouin, Brussels, Bỉ | Bờ Biển Ngà          | 1–0       | 2–2     | Giao hữu quốc tế         |
| 9  | 17 tháng 6 năm 2014  | Mineirão, Belo Horizonte, Brasil            | Bờ Biển Ngà          | 1–1       | 2–1     | World Cup 2014           |
| 10 | 28 tháng 3 năm 2015  | Sân vận động Nhà vua Baudouin, Brussels, Bỉ | Síp                  | 1–0       | 5–0     | Vòng loại Euro 2016      |
| 11 | 28 tháng 3 năm 2015  | Sân vận động Nhà vua Baudouin, Brussels, Bỉ | Síp                  | 2–0       | 5–0     | Vòng loại Euro 2016      |
| 12 | 7 tháng 6 năm 2015   | Stade de France, Paris, Pháp                | Pháp                 | 1–0       | 3–1     | Giao hữu                 |
| 13 | 7 tháng 6 năm 2015   | Stade de France, Paris, Pháp                | Pháp                 | 3–1       | 3–1     | Giao hữu                 |
| 14 | 31 tháng 3 năm 2015  | Sân vận động Teddy, Jerusalem, Israel       | Israel               | 1–0       | 1–0     | Vòng loại Euro 2016      |
| 15 | 3 tháng 9 năm 2015   | Sân vận động Nhà vua Baudouin, Brussels, Bỉ | Bosna và Hercegovina | 1–1       | 3–1     | Vòng loại Euro 2016      |
| 16 | 5 tháng 6 năm 2017   | Sân vận động Nhà vua Baudouin, Brussels, Bỉ | Cộng hòa Séc         | 1–0       | 2–1     | Giao hữu                 |
| 17 | 6 tháng 6 năm 2018   | Sân vận động Nhà vua Baudouin, Brussels, Bỉ | Ai Cập               | 1–0       | 3–0     | Giao hữu                 |
| 18 | 2 tháng 7 năm 2018   | Rostov Arena, Rostov-on-Don, Nga            | Nhật Bản             | 2–2       | 3–2     | World Cup 2018           |

## Cuộc sống cá nhân
Fellaini có cha mẹ là người Maroc đến từ Tangier và lớn lên tại Brussels. Cha của anh, Abdellatif, là một cựu thủ môn của câu lạc bộ Raja Casablanca và Hassania Agadir. Ông từng ký hợp đồng với câu lạc bộ Racing Mechelen của Bỉ nhưng không thể thi đấu cho đội bóng do câu lạc bộ cũ từ chối cung cấp giấy tờ cho ông. Thay vì quay trở về Maroc, ông đã ở lại và nhận công việc tài xế xe buýt cho STIB. Ông sau đó đã giải nghệ sớm để có thể theo dõi sự nghiệp của con trai mình. Fellaini là một tín đồ Hồi giáo.

## Thống kê sự nghiệp

### Câu lạc bộ
| Câu lạc bộ        | Câu lạc bộ     | Giải đấu                  | Giải đấu | Giải đấu | Cúp quốc gia | Cúp quốc gia | Cúp Liên đoàn | Cúp Liên đoàn | Châu lục | Châu lục | Khác | Khác | Tổng cộng | Tổng cộng |
| Câu lạc bộ        | Mùa giải       | Hạng                      | Trận     | Bàn      | Trận         | Bàn          | Trận          | Bàn           | Trận     | Bàn      | Trận | Bàn  | Trận      | Bàn       |
| ----------------- | -------------- | ------------------------- | -------- | -------- | ------------ | ------------ | ------------- | ------------- | -------- | -------- | ---- | ---- | --------- | --------- |
| Standard Liege    | 2006–07        | Giải bóng đá hạng nhất Bỉ | 30       | 3        | 7            | 1            | —             | —             | 3        | 0        | —    | —    | 40        | 4         |
| Standard Liege    | 2007–08        | Giải bóng đá hạng nhất Bỉ | 31       | 6        | 5            | 1            | —             | —             | 3        | 0        | —    | —    | 39        | 7         |
| Standard Liege    | 2008–09        | Giải bóng đá hạng nhất Bỉ | 3        | 0        | 0            | 0            | —             | —             | 2        | 0        | —    | —    | 5         | 0         |
| Standard Liege    | Tổng cộng      | Tổng cộng                 | 64       | 9        | 12           | 2            | —             | —             | 8        | 0        | —    | —    | 84        | 11        |
| Everton           | 2008–09        | Premier League            | 30       | 8        | 4            | 1            | 1             | 0             | —        | —        | —    | —    | 35        | 9         |
| Everton           | 2009–10        | Premier League            | 23       | 2        | 2            | 0            | 2             | 0             | 7        | 1        | —    | —    | 34        | 3         |
| Everton           | 2010–11        | Premier League            | 20       | 1        | 3            | 1            | 2             | 1             | —        | —        | —    | —    | 25        | 3         |
| Everton           | 2011–12        | Premier League            | 34       | 3        | 6            | 1            | 3             | 1             | —        | —        | —    | —    | 43        | 5         |
| Everton           | 2012–13        | Premier League            | 31       | 11       | 4            | 1            | 1             | 0             | —        | —        | —    | —    | 36        | 12        |
| Everton           | 2013–14        | Premier League            | 3        | 0        | 0            | 0            | 1             | 1             | —        | —        | —    | —    | 4         | 1         |
| Everton           | Tổng cộng      | Tổng cộng                 | 141      | 25       | 19           | 4            | 10            | 3             | 7        | 1        | —    | —    | 177       | 33        |
| Manchester United | 2013–14        | Premier League            | 16       | 0        | 0            | 0            | 0             | 0             | 5        | 0        | —    | —    | 21        | 0         |
| Manchester United | 2014–15        | Premier League            | 27       | 6        | 4            | 1            | 0             | 0             | —        | —        | —    | —    | 31        | 7         |
| Manchester United | 2015–16        | Premier League            | 18       | 1        | 6            | 2            | 2             | 0             | 8        | 1        | —    | —    | 34        | 4         |
| Manchester United | 2016–17        | Premier League            | 28       | 1        | 3            | 1            | 4             | 1             | 11       | 1        | 1    | 0    | 47        | 4         |
| Manchester United | 2017–18        | Premier League            | 16       | 4        | 3            | 0            | 0             | 0             | 3        | 1        | 1    | 0    | 23        | 5         |
| Manchester United | 2018–19        | Premier League            | 14       | 0        | 1            | 0            | 1             | 1             | 5}       | 1        | —    | —    | 21        | 2         |
| Manchester United | Tổng cộng      | Tổng cộng                 | 119      | 12       | 17           | 4            | 7             | 2             | 32       | 4        | 2    | 0    | 177       | 22        |
| Sơn Đông Thái Sơn | 2019           | Chinese Super League      | 22       | 7        | 4            | 1            | —             | —             | 8        | 4        | —    | —    | 34        | 12        |
| Sơn Đông Thái Sơn | 2020           | Chinese Super League      | 12       | 4        | 5            | 3            | —             | —             | —        | —        | 6    | 1    | 23        | 8         |
| Sơn Đông Thái Sơn | 2021           | Chinese Super League      | 20       | 10       | 3            | 1            | —             | —             | —        | —        | —    | —    | 23        | 11        |
| Sơn Đông Thái Sơn | 2022           | Chinese Super League      | 28       | 7        | 0            | 0            | —             | —             | 0        | 0        | —    | —    | 28        | 7         |
| Sơn Đông Thái Sơn | 2023           | Chinese Super League      | 26       | 11       | 3            | 1            | —             | —             | 3        | 1        | 1    | 0    | 33        | 13        |
| Sơn Đông Thái Sơn | Tổng cộng      | Tổng cộng                 | 108      | 39       | 15           | 6            | 0             | 0             | 11       | 5        | 7    | 1    | 141       | 51        |
| Tổng sự nghiệp    | Tổng sự nghiệp | Tổng sự nghiệp            | 432      | 85       | 63           | 16           | 17            | 5             | 58       | 10       | 9    | 1    | 579       | 117       |

### Đội tuyển quốc gia
| Bỉ        | Bỉ   | Bỉ  |
| Năm       | Trận | Bàn |
| --------- | ---- | --- |
| 2007      | 8    | 1   |
| 2008      | 6    | 1   |
| 2009      | 7    | 1   |
| 2010      | 5    | 1   |
| 2011      | 6    | 1   |
| 2012      | 6    | 0   |
| 2013      | 9    | 2   |
| 2014      | 9    | 2   |
| 2015      | 8    | 6   |
| 2016      | 9    | 0   |
| 2017      | 5    | 1   |
| 2018      | 7    | 2   |
| Tổng cộng | 87   | 18  |

## Danh hiệu

### Câu lạc bộ

#### Standard Lìege
- Belgian Pro League: 2007–08

#### Manchester United
- Premier League: Á quân 2017–18
- FA Cup: 2015–16
- EFL Cup: 2016–17
- FA Community Shield: 2013, 2016
- UEFA Europa League: 2016–17

#### Sơn Đông Lỗ Năng
- Chinese Super League: 2021
- Chinese FA Cup: 2020, 2021

### Cá nhân
- Belgian Ebony Shoe (1): 2008
- Cầu thủ trẻ Everton xuất sắc nhất mùa giải (1): 2008–09
- Cầu thủ Ngoại hạng Anh xuất sắc nhất tháng (1): tháng 11 năm 2012

### Quốc tế
- Hạng ba FIFA World Cup 2018